# Collezione Spallanzani

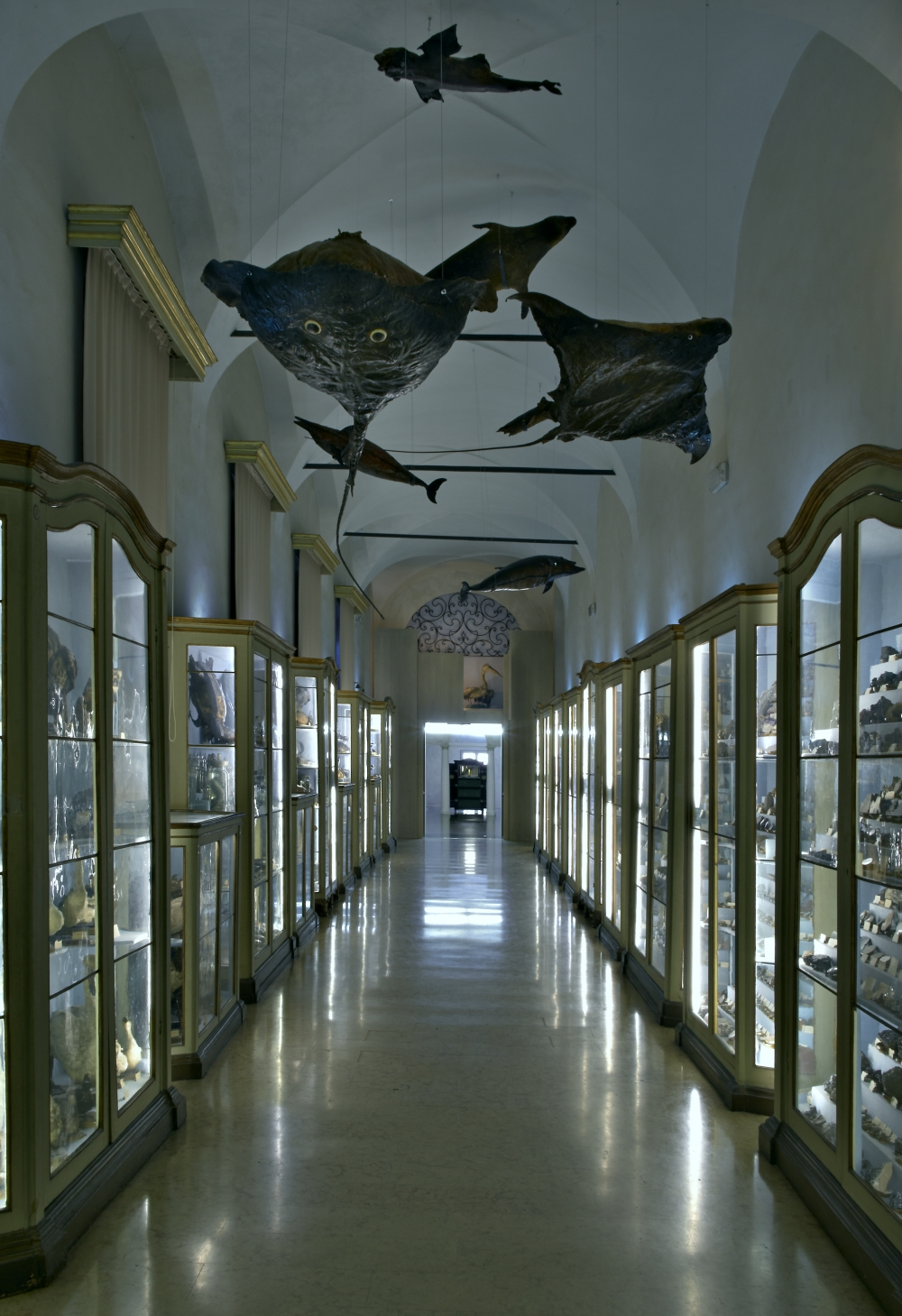
Sala della Collezione Spallanzani

La Collezione Spallanzani è la raccolta privata allestita dallo scienziato Lazzaro Spallanzani nella casa di famiglia a Scandiano (Reggio Emilia), acquistata nel 1799 dal Comune di Reggio Emilia e conservata dal 1830 a Palazzo dei Musei con la denominazione di Museo Spallanzani.

## Storia
Lazzaro Spallanzani, direttore a Pavia del Museo di Storia Naturale dell’Università, aveva allestito nella propria residenza di Scandiano una collezione privata, frutto di raccolte effettuate durante i suoi numerosi viaggi, di acquisti e di scambi con altri naturalisti. 
Alla sua morte, nel 1799, la collezione viene acquistata dal Municipio di Reggio Emilia per farne un Gabinetto di Storia Naturale ad uso delle scuole, unitamente agli arredi che la accompagnano. Ospitata temporaneamente presso Palazzo San Giorgio (1799-1815) ed in seguito presso Palazzo Busetti, dal 1830 trova collocazione nell'odierno Palazzo dei Musei, di cui costituisce il più antico nucleo collezionistico.
Nel corso del XIX secolo, il progressivo inserimento di nuovi reperti e vetrine, volto ad ampliare ed arricchire il museo ai fini didattici, rischia di compromettere l’integrità e l'originaria consistenza della raccolta spallanzaniana. Su proposta di Don Gaetano Chierici, che nei contigui locali del palazzo dirige il suo Museo di Storia Patria, viene quindi avviato un progetto di riordinamento, coordinato da una commissione composta dallo stesso Chierici, e dai professori Torquato Taramelli, dell'Università di Pavia, e Pellegrino Strobel, dell'Università di Parma, e portato a compimento dal Alfredo Jona, all'epoca direttore del museo.
La collezione dello scienziato, separata dalle acquisizioni naturalistiche più recenti e riordinata utilizzando la classificazione in uso alla fine del XVIII secolo, viene destinata a rimanere inalterata nel tempo, nei suoi materiali ed arredi, quale monumento scientifico a Lazzaro Spallanzani.

## Descrizione

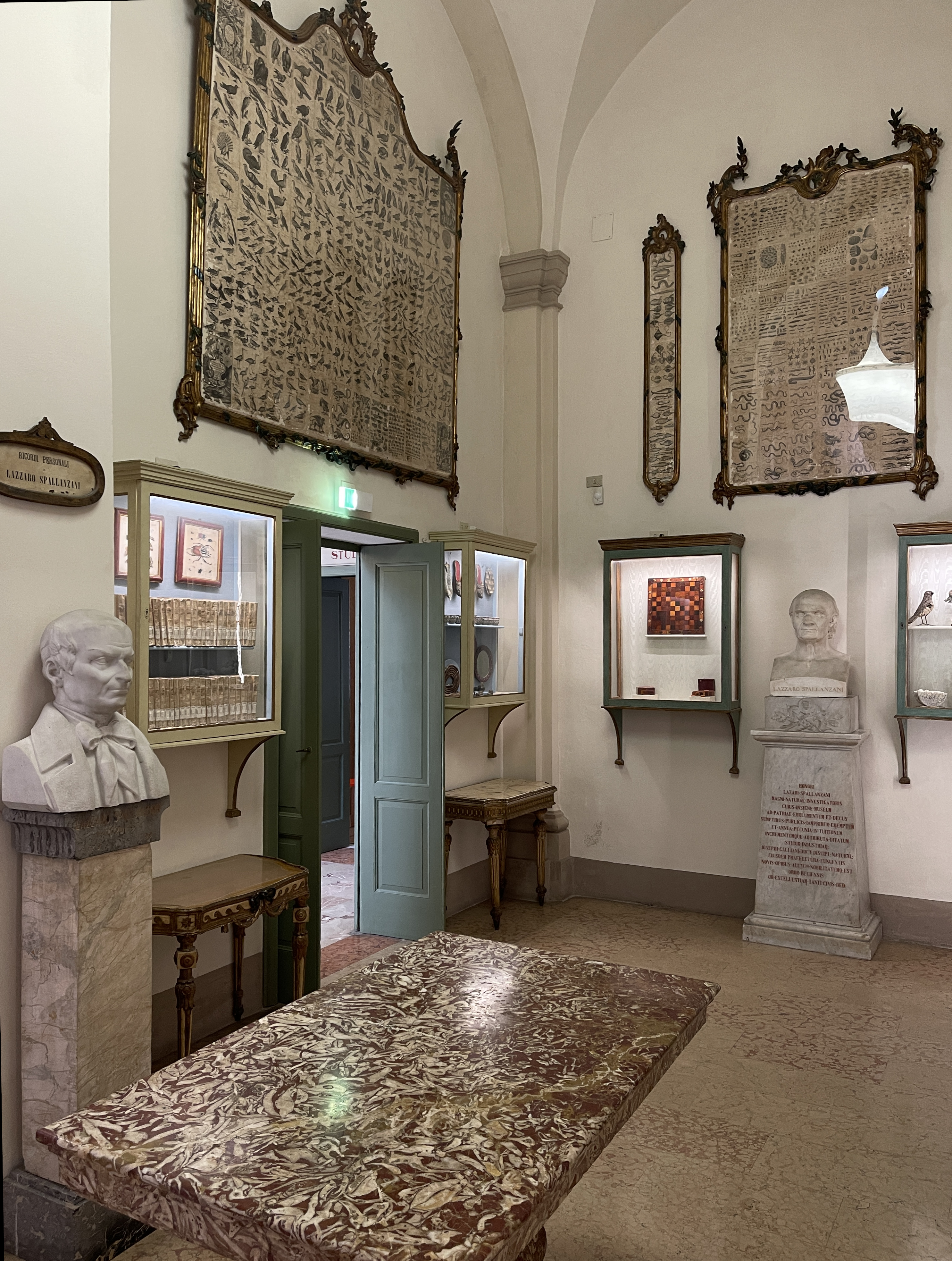
Vestibolo d'ingresso della collezione Spallanzani

La raccolta è distribuita in due sale. La prima saletta ospita oggetti di arredo e personali e reperti vegetali. Vi trovano posto ricordi del viaggio in Turchia, un gioco della dama a cento caselle in ambra, vasi in alabastro, piccole sculture, curiosi fiori e uccelli realizzati con conchiglie, tavolini in pietra levigata e grandi quadri ottenuti dallo stesso Spallanzani assemblando tavole zoologiche dai volumi delle Historiae naturalis di John Jonston. Tra i reperti vegetali c’è l'erbario, che raccoglie circa 250 specie di provenienza sia locale che esotica e una serie di quadretti contenenti piante marine essiccate. 
La tipologia degli oggetti, in cui il materiale naturale è rielaborato in forma artistica, crea un rimando al modello museale delle Wunderkammer.
Nella seconda sala è esposta in 21 armadi la raccolta naturalistica. Si susseguono dapprima le diverse classi del Regno animale, dagli organismi più complessi a quelli più semplici, rigorosamente ordinate secondo la sistematica codificata da Linneo nel suo Systema Naturae. Una vetrina contenente i reperti fossili segna il passaggio al Regno minerale.